# مارك لوران
مارك لوران (بالفرنسية: Marc Laurent)‏ هو متسابق يخت فرنسي، ولد في 29 مايو 1947.

## وصلات خارجية
- مارك لوران على موقع أوليمبيديا (الإنجليزية)